# Nemowytschi
Nemowytschi (ukrainisch Немовичі; russisch Немовичи Nemowitschi, polnisch Niemowicze) ist ein Dorf im Norden der ukrainischen Oblast Riwne mit etwa 3200 Einwohnern (2001).
Das 1577 erstmals schriftlich erwähnte Dorf liegt am Ufer der Jaswynka (Язвинка), einem 29 km langen, linken Nebenfluss des Slutsch, der östlich des Dorfes fließt. Die Ortschaft befindet sich etwa 15 km südlich vom Rajonzentrum Sarny und 80 km nördlich vom Oblastzentrum Riwne.
Durch das Dorf verläuft die Territorialstraße T–18–12 und westlich vom Dorf verläuft die Regionalstraße P–05. In der Siedlung Nemowytschi befindet sich eine Bahnstation an der Bahnstrecke Riwne–Luninez.

## Verwaltungsgliederung
Am 7. Juni 2017 wurde das Dorf zum Zentrum der neugegründeten Landgemeinde Nemowytschi (Немовицька сільська громада/Nemowyzka silska hromada). Zu dieser zählen auch die 4 in der untenstehenden Tabelle aufgelistetenen Dörfer sowie die Ansiedlung Nemowytschi, bis dahin bildete es zusammen mit den Dörfern Huta-Perejma und Kateryniwka sowie der Ansiedlung Nemowytschi die gleichnamige Landratsgemeinde Nemowytschi (Немовицька сільська рада/Nemowyzka silska rada) im Zentrum des Rajons Sarny.
Folgende Orte sind neben dem Hauptort Nemowytschi Teil der Gemeinde:
| Name                     | Name         | Name                        | Name              | Name |
| ukrainisch transkribiert | ukrainisch   | russisch                    | polnisch          |      |
| ------------------------ | ------------ | --------------------------- | ----------------- | ---- |
| Huta-Perejma             | Гута-Перейма | Гута-Перейма (Guta-Pereima) | Huta Parejma      |      |
| Kateryniwka              | Катеринівка  | Катериновка (Katerinowka)   | Katarzynówka      |      |
| Nemowytschi              | Немовичі     | Немовичи (Nemowitschi)      | Stacja Niemowicze |      |
| Snossytschi              | Зносичі      | Зносичи (Snossitschi)       | Znosicze          |      |
| Tynne                    | Тинне        | Тынное (Tynnoje)            | Tynne             |      |